# 小行星列表/115001-115100
| 名稱                   | 臨時編號   | 發現日期      | 發現地點   | 發現者                               |
| ---------------------- | ---------- | ------------- | ---------- | ------------------------------------ |
| 小行星115001           | 2003 QF75  | 2003年8月24日 | 索科罗     | 林肯近地小行星研究小组               |
| 小行星115002           | 2003 QG75  | 2003年8月24日 | 索科罗     | 林肯近地小行星研究小组               |
| 小行星115003           | 2003 QL75  | 2003年8月24日 | 索科罗     | 林肯近地小行星研究小组               |
| 小行星115004           | 2003 QU76  | 2003年8月24日 | 索科罗     | 林肯近地小行星研究小组               |
| 小行星115005           | 2003 QW77  | 2003年8月24日 | 索科罗     | 林肯近地小行星研究小组               |
| 小行星115006           | 2003 QX77  | 2003年8月24日 | 索科罗     | 林肯近地小行星研究小组               |
| 小行星115007           | 2003 QZ77  | 2003年8月24日 | 索科罗     | 林肯近地小行星研究小组               |
| 小行星115008           | 2003 QC78  | 2003年8月24日 | 索科罗     | 林肯近地小行星研究小组               |
| 小行星115009           | 2003 QF78  | 2003年8月24日 | 索科罗     | 林肯近地小行星研究小组               |
| 小行星115010           | 2003 QS78  | 2003年8月24日 | 索科罗     | 林肯近地小行星研究小组               |
| 小行星115011           | 2003 QY78  | 2003年8月24日 | 索科罗     | 林肯近地小行星研究小组               |
| 小行星115012           | 2003 QF79  | 2003年8月24日 | 索科罗     | 林肯近地小行星研究小组               |
| 小行星115013           | 2003 QG79  | 2003年8月24日 | 索科罗     | 林肯近地小行星研究小组               |
| 小行星115014           | 2003 QL79  | 2003年8月25日 | 索科罗     | 林肯近地小行星研究小组               |
| 小行星115015Chang Díaz | 2003 QX84  | 2003年8月24日 | 托洛洛山   | 马克·W·布伊                          |
| 小行星115016           | 2003 QQ87  | 2003年8月25日 | 索科罗     | 林肯近地小行星研究小组               |
| 小行星115017           | 2003 QU88  | 2003年8月25日 | 索科罗     | 林肯近地小行星研究小组               |
| 小行星115018           | 2003 QJ89  | 2003年8月26日 | 索科罗     | 林肯近地小行星研究小组               |
| 小行星115019           | 2003 QS89  | 2003年8月28日 | 索科罗     | 林肯近地小行星研究小组               |
| 小行星115020           | 2003 QQ90  | 2003年8月28日 | 索科罗     | 林肯近地小行星研究小组               |
| 小行星115021           | 2003 QD92  | 2003年8月28日 | 海勒卡拉   | 近地小行星追踪                       |
| 小行星115022           | 2003 QK93  | 2003年8月28日 | 海勒卡拉   | 近地小行星追踪                       |
| 小行星115023           | 2003 QX94  | 2003年8月29日 | 海勒卡拉   | 近地小行星追踪                       |
| 小行星115024           | 2003 QP98  | 2003年8月30日 | 基特峰     | 太空监视                             |
| 小行星115025           | 2003 QC100 | 2003年8月28日 | 帕洛马山   | 近地小行星追踪                       |
| 小行星115026           | 2003 QG101 | 2003年8月28日 | 海勒卡拉   | 近地小行星追踪                       |
| 小行星115027           | 2003 QV101 | 2003年8月29日 | 海勒卡拉   | 近地小行星追踪                       |
| 小行星115028           | 2003 QY102 | 2003年8月31日 | 基特峰     | 太空监视                             |
| 小行星115029           | 2003 QZ102 | 2003年8月31日 | 索科罗     | 林肯近地小行星研究小组               |
| 小行星115030           | 2003 QS103 | 2003年8月31日 | 海勒卡拉   | 近地小行星追踪                       |
| 小行星115031           | 2003 QN104 | 2003年8月28日 | 索科罗     | 林肯近地小行星研究小组               |
| 小行星115032           | 2003 QX104 | 2003年8月29日 | 海勒卡拉   | 近地小行星追踪                       |
| 小行星115033           | 2003 QC105 | 2003年8月31日 | 海勒卡拉   | 近地小行星追踪                       |
| 小行星115034           | 2003 QH105 | 2003年8月31日 | 海勒卡拉   | 近地小行星追踪                       |
| 小行星115035           | 2003 QU106 | 2003年8月30日 | 海勒卡拉   | 近地小行星追踪                       |
| 小行星115036           | 2003 QZ106 | 2003年8月30日 | 基特峰     | 太空监视                             |
| 小行星115037           | 2003 QJ108 | 2003年8月31日 | 索科罗     | 林肯近地小行星研究小组               |
| 小行星115038           | 2003 QK108 | 2003年8月31日 | 索科罗     | 林肯近地小行星研究小组               |
| 小行星115039           | 2003 QB109 | 2003年8月31日 | 索科罗     | 林肯近地小行星研究小组               |
| 小行星115040           | 2003 QY110 | 2003年8月31日 | 索科罗     | 林肯近地小行星研究小组               |
| 小行星115041           | 2003 QA111 | 2003年8月31日 | 索科罗     | 林肯近地小行星研究小组               |
| 小行星115042           | 2003 QT112 | 2003年8月20日 | 索科罗     | 林肯近地小行星研究小组               |
| 小行星115043           | 2003 RH    | 2003年9月1日  | 索科罗     | 林肯近地小行星研究小组               |
| 小行星115044           | 2003 RQ    | 2003年9月2日  | 索科罗     | 林肯近地小行星研究小组               |
| 小行星115045           | 2003 RB1   | 2003年9月1日  | 索科罗     | 林肯近地小行星研究小组               |
| 小行星115046           | 2003 RV3   | 2003年9月1日  | 索科罗     | 林肯近地小行星研究小组               |
| 小行星115047           | 2003 RH4   | 2003年9月2日  | 索科罗     | 林肯近地小行星研究小组               |
| 小行星115048           | 2003 RU4   | 2003年9月3日  | 海勒卡拉   | 近地小行星追踪                       |
| 小行星115049           | 2003 RY4   | 2003年9月3日  | 海勒卡拉   | 近地小行星追踪                       |
| 小行星115050           | 2003 RS5   | 2003年9月3日  | 海勒卡拉   | 近地小行星追踪                       |
| 小行星115051Safaeinili | 2003 RC6   | 2003年9月4日  | 帝王台     | 帝王台近地天體巡天                   |
| 小行星115052           | 2003 RD6   | 2003年9月5日  | 索科罗     | 林肯近地小行星研究小组               |
| 小行星115053           | 2003 RP6   | 2003年9月1日  | 索科罗     | 林肯近地小行星研究小组               |
| 小行星115054           | 2003 RR6   | 2003年9月1日  | 索科罗     | 林肯近地小行星研究小组               |
| 小行星115055           | 2003 RU6   | 2003年9月3日  | 伊德里亚   | Črni Vrh                             |
| 小行星115056           | 2003 RZ6   | 2003年9月4日  | 索科罗     | 林肯近地小行星研究小组               |
| 小行星115057           | 2003 RC7   | 2003年9月4日  | 索科罗     | 林肯近地小行星研究小组               |
| 小行星115058Tassantal  | 2003 RH8   | 2003年9月4日  | 马特劳山   | Piszkéstető、K. Sárneczky、B. Sipőcz |
| 小行星115059Nagykároly | 2003 RJ8   | 2003年9月5日  | 马特劳山   | Piszkéstető、K. Sárneczky、B. Sipőcz |
| 小行星115060           | 2003 RD12  | 2003年9月13日 | 海勒卡拉   | 近地小行星追踪                       |
| 小行星115061           | 2003 RG13  | 2003年9月14日 | 海勒卡拉   | 近地小行星追踪                       |
| 小行星115062           | 2003 RT14  | 2003年9月13日 | 海勒卡拉   | 近地小行星追踪                       |
| 小行星115063           | 2003 RU14  | 2003年9月14日 | 海勒卡拉   | 近地小行星追踪                       |
| 小行星115064           | 2003 RZ14  | 2003年9月14日 | 海勒卡拉   | 近地小行星追踪                       |
| 小行星115065           | 2003 RN18  | 2003年9月15日 | 可可尼诺县 | 洛厄尔天文台近地小行星搜寻计划       |
| 小行星115066           | 2003 RH19  | 2003年9月15日 | 可可尼诺县 | 洛厄尔天文台近地小行星搜寻计划       |
| 小行星115067           | 2003 RQ19  | 2003年9月15日 | 可可尼诺县 | 洛厄尔天文台近地小行星搜寻计划       |
| 小行星115068           | 2003 RY20  | 2003年9月15日 | 可可尼诺县 | 洛厄尔天文台近地小行星搜寻计划       |
| 小行星115069           | 2003 RE21  | 2003年9月15日 | 可可尼诺县 | 洛厄尔天文台近地小行星搜寻计划       |
| 小行星115070           | 2003 RT21  | 2003年9月13日 | 海勒卡拉   | 近地小行星追踪                       |
| 小行星115071           | 2003 RG22  | 2003年9月15日 | 海勒卡拉   | 近地小行星追踪                       |
| 小行星115072           | 2003 RO22  | 2003年9月15日 | 海勒卡拉   | 近地小行星追踪                       |
| 小行星115073           | 2003 RO23  | 2003年9月14日 | 帕洛马山   | 近地小行星追踪                       |
| 小行星115074           | 2003 RW23  | 2003年9月14日 | 帕洛马山   | 近地小行星追踪                       |
| 小行星115075           | 2003 RA24  | 2003年9月14日 | 海勒卡拉   | 近地小行星追踪                       |
| 小行星115076           | 2003 RD24  | 2003年9月15日 | 可可尼诺县 | 洛厄尔天文台近地小行星搜寻计划       |
| 小行星115077           | 2003 RL25  | 2003年9月15日 | 帕洛马山   | 近地小行星追踪                       |
| 小行星115078           | 2003 RJ26  | 2003年9月3日  | 海勒卡拉   | 近地小行星追踪                       |
| 小行星115079           | 2003 SA3   | 2003年9月16日 | 帕洛马山   | 近地小行星追踪                       |
| 小行星115080           | 2003 SH3   | 2003年9月16日 | 帕洛马山   | 近地小行星追踪                       |
| 小行星115081           | 2003 SQ3   | 2003年9月16日 | 基特峰     | 太空监视                             |
| 小行星115082           | 2003 SP6   | 2003年9月17日 | 本森       | 杨光宇                               |
| 小行星115083           | 2003 SZ7   | 2003年9月16日 | 帕洛马山   | 近地小行星追踪                       |
| 小行星115084           | 2003 SM9   | 2003年9月17日 | 基特峰     | 太空监视                             |
| 小行星115085           | 2003 SK11  | 2003年9月16日 | 基特峰     | 太空监视                             |
| 小行星115086           | 2003 SP11  | 2003年9月16日 | 基特峰     | 太空监视                             |
| 小行星115087           | 2003 SP13  | 2003年9月16日 | 基特峰     | 太空监视                             |
| 小行星115088           | 2003 SU13  | 2003年9月16日 | 基特峰     | 太空监视                             |
| 小行星115089           | 2003 SF14  | 2003年9月17日 | 基特峰     | 太空监视                             |
| 小行星115090           | 2003 SM14  | 2003年9月17日 | 基特峰     | 太空监视                             |
| 小行星115091           | 2003 SB15  | 2003年9月17日 | 基特峰     | 太空监视                             |
| 小行星115092           | 2003 SH15  | 2003年9月16日 | 基特峰     | 太空监视                             |
| 小行星115093           | 2003 SQ16  | 2003年9月17日 | 图森       | R. A. Tucker                         |
| 小行星115094           | 2003 SZ16  | 2003年9月17日 | 基特峰     | 太空监视                             |
| 小行星115095           | 2003 SB17  | 2003年9月17日 | 基特峰     | 太空监视                             |
| 小行星115096           | 2003 SW17  | 2003年9月17日 | 基特峰     | 太空监视                             |
| 小行星115097           | 2003 SK18  | 2003年9月16日 | 索科罗     | 林肯近地小行星研究小组               |
| 小行星115098           | 2003 SN18  | 2003年9月16日 | 基特峰     | 太空监视                             |
| 小行星115099           | 2003 SA22  | 2003年9月16日 | 基特峰     | 太空监视                             |
| 小行星115100           | 2003 SY22  | 2003年9月16日 | 帕洛马山   | 近地小行星追踪                       |